# Ropicomimus papuanus
Ropicomimus papuanus là một loài bọ cánh cứng trong họ Cerambycidae.